# Contrazione (matematica)
In matematica, una contrazione o applicazione di contrazione è una funzione da uno spazio metrico in sé stesso tale che la distanza tra l'immagine di due elementi qualsiasi dello spazio sia inferiore alla distanza degli elementi stessi.

## Definizione formale
Sia {\displaystyle (X,d)} uno spazio metrico. Si definisce contrazione una funzione {\displaystyle f:X\rightarrow X} tale che esiste una costante reale {\displaystyle 0<k<1} che soddisfa la seguente condizione:
{\displaystyle d(f(x),f(y))\leq k\,d(x,y)\quad \forall x,y\in X}
Il più piccolo valore di {\displaystyle k} per cui vale tale condizione è detto costante di Lipschitz di {\displaystyle f}.
Alcuni autori definiscono la precedente condizione contrazione stretta, riservando il termine "contrazione" alla proprietà:
{\displaystyle d(f(x),f(y))\leq \,d(x,y)\quad \forall x,y\in X}

## Proprietà
Ogni contrazione è lipschitziana, e quindi uniformemente continua su {\displaystyle X}. Sia infatti {\displaystyle T} tale che esista un numero reale {\displaystyle \Lambda \geq 0} per cui valga per ogni {\displaystyle x,y\in X}
{\displaystyle d(T(x),T(y))\leq \Lambda \;d(x,y)\ }
se {\displaystyle 0\leq \Lambda <1} si ricade nel caso di contrazione.
Inoltre, per ogni {\displaystyle \varepsilon >0,\;x,y\in X} esiste {\displaystyle \delta >0} tale che:
{\displaystyle d(x,y)<\delta \quad d(T(x),T(y))<k\delta \ }
È sufficiente porre {\displaystyle \delta =\varepsilon /k} per ottenere la definizione di uniforme continuità.

## Il teorema delle contrazioni
Sia {\displaystyle (X,d)} uno spazio metrico completo non vuoto. Sia {\displaystyle T:X\rightarrow X} una contrazione su {\displaystyle X}.  Allora la mappa {\displaystyle T} ammette uno e un solo punto fisso.
Il teorema assicura che se {\displaystyle (X,d)} è uno spazio metrico completo e non vuoto, allora il punto fisso esiste ed è unico e che, fissato un qualunque {\displaystyle x_{0}} in {\displaystyle (X,d)}, la successione definita per ricorrenza {\displaystyle x_{1}:=x_{0},x_{n+1}:=f(x_{n})} converge al punto fisso. Tale teorema è usato nella dimostrazione dell'esistenza ed unicità della soluzione per i sistemi di equazioni differenziali ordinarie del primo ordine, sotto opportune ipotesi, precisate dal teorema di Cauchy-Lipschitz. La successione ricorsiva sopra definita, nel caso in cui la funzione sia una contrazione di uno spazio metrico (o di un suo sottoinsieme) in sé, costituisce chiaramente anche un metodo per il calcolo approssimato della radice dell'equazione funzionale {\displaystyle x=f(x)}.